# مات ستينسون
مات ستينسون (9 سبتمبر 1992 بتورونتو في كندا - ) هو لاعب كرة قدم كندي في مركز الوسط. شارك مع منتخب كندا تحت 17 سنة لكرة القدم ومنتخب كندا تحت 20 سنة لكرة القدم ومنتخب كندا لكرة القدم. أما مع النوادي، فقد لعب مع نادي تورونتو.

## روابط خارجية
- مات ستينسون على موقع الدوري الأمريكي (الإنجليزية)
- مات ستينسون على موقع إي إس بي إن إف سي (الإنجليزية)
- مات ستينسون على موقع قاعدة بيانات كرة القدم.إي يو (الإنجليزية)